# 圣老楞佐在瓦勒良面前

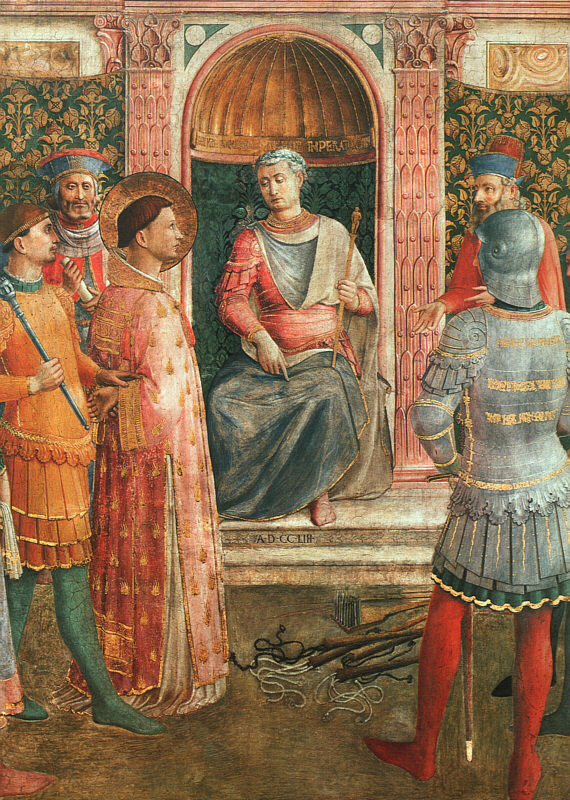
细部

《圣老楞佐在瓦勒良面前》（San Lorenzo davanti a Valeriano）是一幅湿壁画，位于梵蒂冈宗座宫的尼各老小堂，由真福安杰利科修士和贝诺佐·戈佐利绘制于1447-1448年，尺寸为271 x 235 厘米。这幅湿壁画位于右墙的左侧，是《圣老楞佐的生平事迹》组画的第四幅。